# Acutaspis agavis
Acutaspis agavis är en insektsart som först beskrevs av Townsend och Cockerell 1898.  Acutaspis agavis ingår i släktet Acutaspis och familjen pansarsköldlöss. Inga underarter finns listade i Catalogue of Life.